# Partido Republicano (Bolivia)
El Partido Republicano (PR) fue un partido político boliviano fundado en 1914 por los presidentes de Bolivia Daniel Salamanca, Bautista Saavedra, José Manuel Pando, José María Escalier y Hernando Siles.

## Historia
En 1914, el Partido Liberal (PL) se dividió y sus principales intelectuales y estadistas, Bautista Saavedra Mallea, Daniel Salamanca Urey, Hernando Siles, José María Escalier y el general José Manuel Pando crearon el Partido Republicano.
La plataforma del Partido Republicano estaba preocupada por la recuperación de los territorios marítimos perdidos de Bolivia y por lo general exigía más moralidad en el gobierno, pero su programa difería poco de los tradicionales lemas liberales. En 1917, los republicanos presentaron un candidato presidencial, pero fueron derrotados en las elecciones controladas por los liberales.
El Partido Republicano tomó el poder en un golpe sin sangre el 12 de julio de 1920.
Después de la revolución de 1920, el Partido Republicano se dividió en dos facciones, cada una encabezada por caudillos políticos altamente personalistas, los cuales codiciaban la presidencia: José María Escalier del Partido Republicano Genuino (Escalieristas) y Bautista Saavedra del Partido Republicano Socialista (Saavedristas).